# Хакхофер, Йозеф

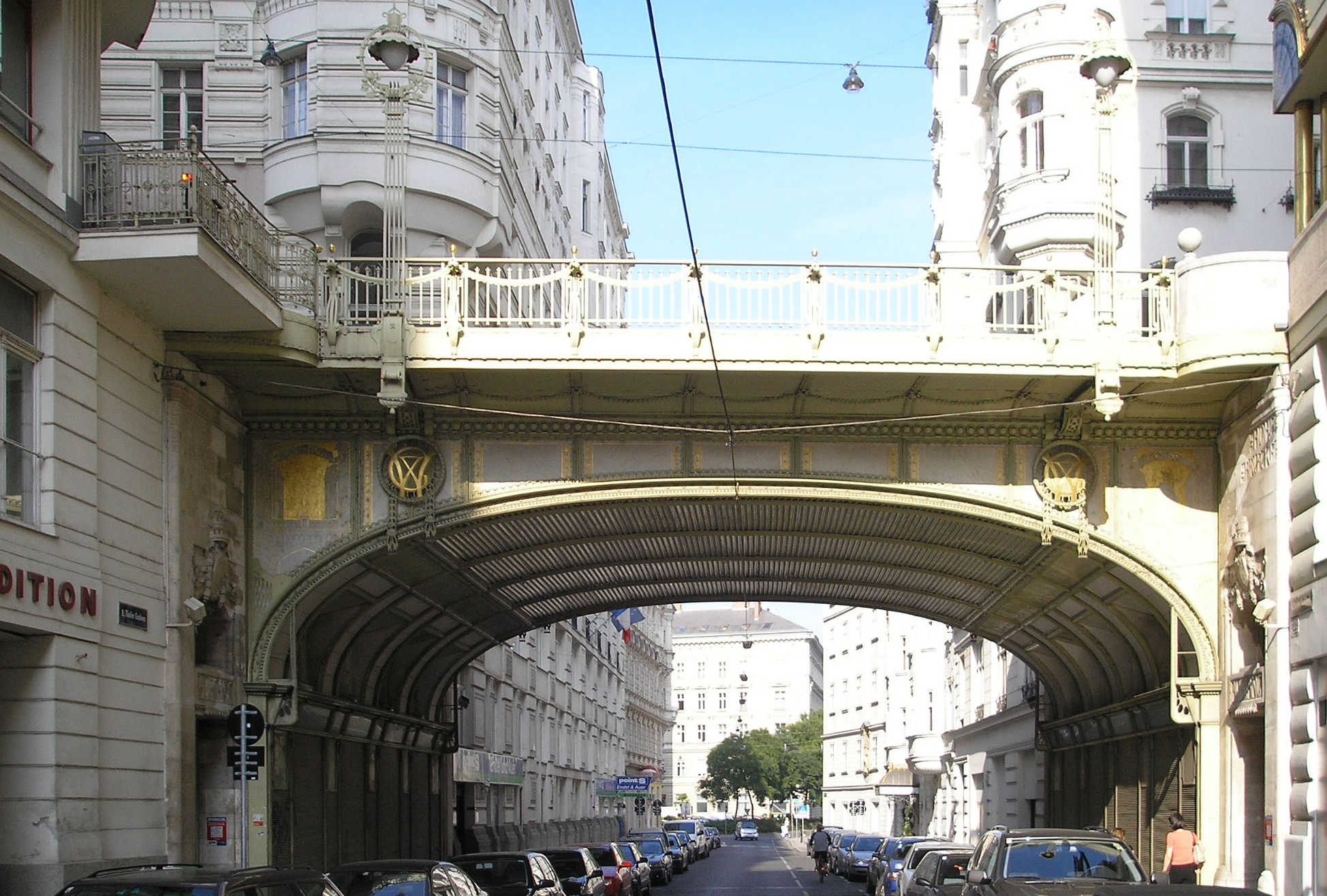
Высокий Мост, Вена

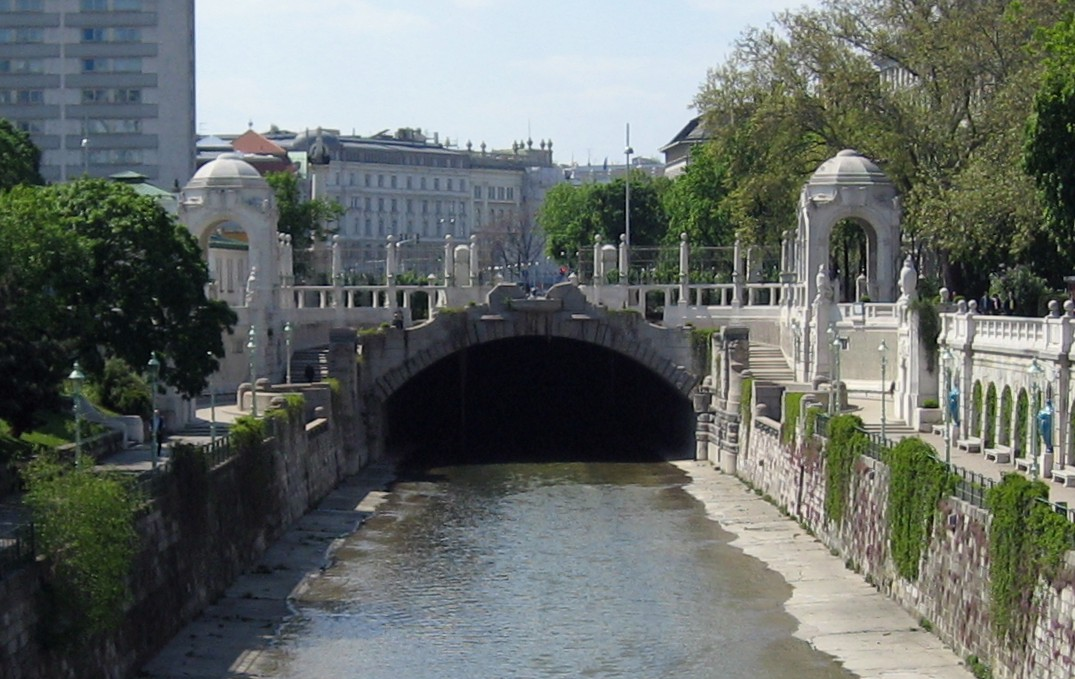
Мост в венском Городском парке

Йозеф Хакхофер (нем. Josef Hackhofer; 18 марта 1863, Вольфсберг, Каринтия — 8 сентября 1917, Вена) — австрийский архитектор-мостостроитель.

## Жизнь и творчество
После окончания реального училища в Клагенфурте Й. Хакхофер поступает в венскую Высшую техническую школу, где обучается у Карла Кёнига и Виктора Лунца. После завершения образования работает в различных архитектурных мастерских, в том числе чертёжником у Отто Вагнера. В период между 1898 и 1906 годами Й. Хакхофер создаёт вместе с Фридрихом Оманом архитектурное бюро. Они совместно строят ряд мостов на реке Вена, а также Молочный павильон в венском Городском парке. Позднее архитектор работает самостоятельно, или с другими партнёрами. К его лучшим работам относится созданный в стиле модерн Высокий мост в Вене. В 1912 году на Международной архитектурной выставке в Лейпциге Й. Хакхофер был удостоен приза города Лейпцига. Был женат, имел двух сыновей. Умер от инсульта.

## Постройки (избранное)
- Мост Штубенбрюкке, Вена, 1899—1900, вместе с Фридрихом Оманом
- Таможенный подъём, Вена, 1899—1900, вместе с Фридрихом Оманом
- Мост Кляйне Марксенбрюкке, Вена, 1899—1900, вместе с Фридрихом Оманом
- Мост Радецкого, Вена, 1899—1900, вместе с Фридрихом Оманом
- Молочный павильон в Венском городском парке, Вена, 1901—1903, вместе с Фридрихом Оманом
- Высокий Мост, Вена, 1903—1904
- Работы по устройству русла реки Вена, Вена, 1903—1906, вместе с Фридрихом Оманом